# Michal Sivek
Michal Sivek (né le 21 janvier 1981 à Náchod en Tchécoslovaquie aujourd'hui ville de République tchèque) est un joueur professionnel de hockey sur glace.

## Carrière
Il commence le hockey au niveau junior en 1996 avec le HC Sparta Praha. Il joue alors pour les moins de 18 ans et les moins de 20 ans. L'année suivante, il joue ses premiers matchs avec l'équipe senior aussi bien dans le championnat élite que dans la Ligue européenne de hockey. En 1998-99, il joue un match avec Prague puis rejoint le club du HC Velvana Kladno.
Au cours de la saison, il joue avec l'équipe nationale pour le championnat du monde moins de 18 ans puis pour le championnat du monde junior. Au cours de l'été qui suit, il est choisi lors du repêchage d'entrée dans la Ligue nationale de hockey par les Capitals de Washington. Il est choisi en tant que second choix de l'équipe derrière Kris Beech en tant que 29e joueur lors de la seconde ronde.
Il rejoint la saison suivante l'équipe junior d'Amérique du Nord des Raiders de Prince Albert. Il évolue pendant une saison dans la Ligue de hockey de l'Ouest avant de retourner pour la saison 2000-2001 avec le Sparta. Au cours de l'été 2001, il est échangé aux Penguins de Pittsburgh avec Kris Beech, et Ross Lupaschuk ainsi que d'autres considérations furures en retour de Jaromír Jágr et de František Kučera. Il joue alors le début de la saison 2001-2002 dans la Ligue américaine de hockey avec les Penguins de Wilkes-Barre/Scranton, franchise associée à Pittsburg, puis termine la saison avec le Sparta dans son pays. Il y remporte le titre de champion de l'Extraliga et en 2002-2003, joue ses premiers matchs dans la LNH.
Il va passer la saison entre Pittsburgh et Wilkes-Barre/Scranton mais peu utilisé dans la LAH au cours de la saison 2003-2004, il rentre dans son pays à la fin de la saison. Il retourne avec le Sparta avec qui il joue toujours et remporte en 2006 son second titre de champion.

## Statistiques

### Statistiques en club
| Saison    | Équipe                   | Ligue            |    | Saison régulière | Saison régulière | Saison régulière | Saison régulière | Saison régulière |   | Séries éliminatoires | Séries éliminatoires | Séries éliminatoires | Séries éliminatoires | Séries éliminatoires |
| Saison    | Équipe                   | Ligue            | PJ | B                | A                | Pts              | Pun              | PJ               | B | A                    | Pts                  | Pun                  |                      |                      |
| 1996-1997 | HC Sparta Praha          | Extraliga Jr. 18 | 13 | 11               | 7                | 18               |                  |                  |   |                      |                      |                      |                      |                      |
| 1996-1997 | HC Sparta Praha          | Extraliga Jr. 20 | 24 | 7                | 4                | 11               |                  |                  |   |                      |                      |                      |                      |                      |
| 1997-1998 | HC Sparta Praha          | Extraliga Jr. 18 | 1  | 0                | 0                | 0                | 0                |                  |   |                      |                      |                      |                      |                      |
| 1997-1998 | HC Sparta Praha          | Extraliga Jr. 20 | 20 | 13               | 8                | 21               |                  |                  |   |                      |                      |                      |                      |                      |
| 1997-1998 | HC Sparta Praha          | LEH              | 5  | 0                | 0                | 0                | 6                |                  |   |                      |                      |                      |                      |                      |
| 1997-1998 | HC Sparta Praha          | Extraliga        | 25 | 1                | 1                | 2                | 10               | 5                | 1 | 0                    | 1                    | 0                    |                      |                      |
| 1998-1999 | HC Sparta Praha          | LEH              | 1  | 0                | 0                | 0                | 0                |                  |   |                      |                      |                      |                      |                      |
| 1998-1999 | HC Sparta Praha          | Extraliga        | 1  | 1                | 0                | 1                | 2                |                  |   |                      |                      |                      |                      |                      |
| 1998-1999 | HC Velvana Kladno        | Extraliga        | 34 | 3                | 8                | 11               | 24               |                  |   |                      |                      |                      |                      |                      |
| 1999-2000 | Raiders de Prince Albert | LHOu             | 53 | 23               | 37               | 60               | 65               | 6                | 1 | 4                    | 5                    | 10                   |                      |                      |
| 2000-2001 | HC Sparta Praha          | Extraliga        | 32 | 6                | 7                | 13               | 28               | 13               | 4 | 2                    | 6                    | 8                    |                      |                      |
| 2001-2002 | Penguins de WBS          | LAH              | 25 | 4                | 8                | 12               | 30               |                  |   |                      |                      |                      |                      |                      |
| 2001-2002 | HC Sparta Praha          | Extraliga        | 17 | 5                | 3                | 8                | 20               | 12               | 0 | 1                    | 1                    | 10                   |                      |                      |
| 2002-2003 | Penguins de Pittsburgh   | LNH              | 38 | 3                | 3                | 6                | 14               |                  |   |                      |                      |                      |                      |                      |
| 2002-2003 | Penguins de WBS          | LAH              | 40 | 10               | 17               | 27               | 33               | 6                | 3 | 2                    | 5                    | 20                   |                      |                      |
| 2003-2004 | Penguins de WBS          | LAH              | 22 | 4                | 7                | 11               | 6                |                  |   |                      |                      |                      |                      |                      |
| 2004-2005 | HC Sparta Praha          | Extraliga        | 37 | 1                | 5                | 6                | 48               | 5                | 0 | 0                    | 0                    | 2                    |                      |                      |
| 2005-2006 | HC Sparta Praha          | Extraliga        | 36 | 10               | 9                | 19               | 30               | 17               | 4 | 1                    | 5                    | 18                   |                      |                      |
| 2006-2007 | HC Sparta Praha          | Extraliga        | 47 | 10               | 8                | 18               | 76               | 16               | 3 | 3                    | 6                    | 32                   |                      |                      |
| 2006-2007 | HC Sparta Praha          | LEH              | 2  | 1                | 0                | 1                | 0                |                  |   |                      |                      |                      |                      |                      |
| 2007-2008 | HC Sparta Praha          | Extraliga        | 46 | 9                | 10               | 19               | 94               | 2                | 1 | 0                    | 1                    | 2                    |                      |                      |

### Statistiques en équipe nationale
| Année | Équipe   | Compétition                 |   | PJ | B | A  | Pts | Pun                                            |  | Résultats |
| 1998  | Tchéquie | Championnat d'Europe junior | 6 | 4  | 6 | 10 | 8   | 4e place, il finit troisième meilleur pointeur |  |           |
| 1999  | Tchéquie | Championnat du monde -18    | 7 | 2  | 5 | 7  | 12  | 5e place                                       |  |           |
| 1999  | Tchéquie | Championnat du monde junior | 6 | 1  | 0 | 1  | 14  | 7e place                                       |  |           |
| 2000  | Tchéquie | Championnat du monde junior | 7 | 3  | 3 | 6  | 4   | Médaille d'or                                  |  |           |
| 2001  | Tchéquie | Championnat du monde junior | 7 | 2  | 2 | 4  | 10  | Médaille d'or                                  |  |           |